# 山形県立鶴岡南高等学校
山形県立鶴岡南高等学校（やまがたけんりつ つるおかみなみこうとうがっこう）は、山形県鶴岡市若葉町に所在した県立高等学校。
2024年（令和6年）4月に鶴岡北高校と統合し、中高一貫校山形県立致道館中学校・高等学校を開校に伴い、3月31日に閉校した。

## 沿革
- 1877年12月10日 - 鶴岡変則中学開校
- 1880年1月 - 西田川郡中学と改称
- 1886年 - 中学令改正により中学校は1県1校に限られることになり西田川郡中学廃校
- 1888年7月1日 - 荘内私立中学校を旧西田川郡中学に設置
- 1893年5月25日 - 県立中学と同等の資格を得て荘内中学校と称する
- 1901年4月20日 - 山形県立荘内中学校となる
- 1920年4月1日 - 山形県立鶴岡中学校と改称
- 1948年4月1日 - 山形県立鶴岡第一高等学校と改称、通信教育部（通信制課程）併設
- 1950年4月1日 - 山形県立鶴岡第三高等学校を統合して山形県立鶴岡高等学校と改称
- 1951年1月 - 校歌制定。作詞は山宮允、作曲は山田耕作
- 1952年4月1日 - 学校分離により山形県立鶴岡南高等学校と改称
- 2014年4月1日 - 山添高校が山形県立鶴岡南高校の分校となる
- 2022年3月 - 田川地区高校再編整備により通信制課程を募集停止[4]
- 2024年3月31日 - 閉校

## 基礎データ

### 所在地
山形県鶴岡市若葉町26-31

### 象徴

#### 制服
- 男子は黒の詰襟学生服の上下。女子は独自デザインの紺ブレザーと紺のスカート及び、灰と白の縦ストライプのワイシャツと紺のナロータイ。
- 夏期は男子は白のワイシャツ。女子は冬季同様のストライプのシャツとタイ。男女共通して夏季は上履きの代わりにサンダルを履くこともできる。色は緑・青・赤。

## 教育

### 設置学科

#### 全日制の課程
2007年から1クラス削減され計5クラス編成になった。
- 普通科 160名（4クラス）
- 理数科 40名（1クラス）
  - 現在は2年次から理数科・普通科理系・普通科文系にクラス編成が行われる。

#### 通信制の課程
- 普通科 80名
- 選択科目の工業科目、商業科目の一部は鶴岡工高、酒田商高の定時制で履修する。

## 部活動
- 運動部 - 野球、サッカー、陸上、ソフトテニス、バレーボール、バスケットボール、水泳、卓球、バドミントン、柔道、剣道、弓道、アーチェリー、テニス
- 文化部 - 吹奏楽、音楽、英語、文芸、美術、報道、科学、応援団・チアリーディング、JRC

## 高校関係者と組織

### 高校関係者一覧
研究
- 寺島成信（西田川郡中学校時代の卒業）- 経済学者、日本で最初の経済学博士
- 堀維孝（西田川郡中学校時代の卒業）- 学習院教授、国語漢文教育の権威
- 阿部次郎（1901年在籍） - 哲学者、文学者、東北帝国大学名誉教授、仙台市名誉市民
- 大川周明（1904年卒） - 思想家、拓殖大学教授
- 土屋竹雨（1906年卒） - 漢詩学者、大東文化学院教授、学長
- 山宮允（1909年卒） - 英文学者、法政大学教授
- 佐藤保太郎（1911年卒） - 教育学者、地理学者、東京教育大学教授、専修大学教授、富士大学教授
- 相良守峯（1913年卒） - 独文学者、東京大学名誉教授、鶴岡市名誉市民
- 林茂助（1913年卒） - 化学者、東京工業大学名誉教授
- 相良守次 - 心理学者、東京大学教授、日本心理学会会長
- 林信雄（1915年卒） - 医学者、放射線医学の先駆者
- 森悌次郎（1916年卒） - 体育学者
- 斉藤信義（1937年卒） - 鶴岡工専教授・校長、長岡技術科学大学副学長、鶴見大学理事長、大本山總持寺副貫首
- 皆川洸（1938年卒） - 国際法学者、一橋大学教授、国際法学会理事長
- 渡部昇一（1948年卒） - 英語学者、評論家、ミュンスター大学名誉博士、上智大学名誉教授
- 中村明（1954年卒） - 国語学者、早稲田大学名誉教授
- 落合良（1954年卒） - 東京電機大学講師、共立女子短期大学講師
- 安達瑛二（1955年卒） - 工学者、豊田工業大学名誉教授
- 石黒慶一（1960年卒） - 歯学者、鶴翔同窓会・第6代会長
- 井上史雄（1961年卒） - 言語学者、明海大学教授
- 兼子正勝（1971年卒） - 仏文学者、電気通信大学教授
- 佐藤貫一 - 刀剣学者、日本美術刀剣保存協会常務理事
- 斎藤秀一 - 言語学者、エスペランティスト
- 斎藤弘吉 - 日本犬学者、芸術家
- 村井貞固 - 植物学者、徳島県立板西高等実業女学校校長
- 黒崎幸吉 - 聖書学者、キリスト教伝道者
- 今道友信 - 美学者、東京大学名誉教授
- 東山哲也 - 植物学者、名古屋大学大学院教授
- 土岐寛 -行政学者、ゴルゴ13好きのゴルゴ教授で知られた

政治
- 林茂政 - 最後の鶴岡町長、旧鶴岡市初代市長、山形県議会議員
- 黒谷了太郎（1888年中退） - 旧鶴岡市3代市長
- 金野岩治（1905年卒） - 旧鶴岡市2代市長
- 小林鉄太郎（1905年卒） - 旧鶴岡市5代市長
- 松木侠（1916年卒） - 旧鶴岡市8代市長、満州国国務院総務庁次長、満鉄出身
- 白井勇（1917年卒） - 参議院議員
- 加藤精三（1918年卒）- 旧鶴岡市6代市長、衆議院議員
- 尾形六郎兵衛（1920年卒） - 参議院議員
- 足達兼一郎（1931年卒） - 旧鶴岡市9代市長
- 白井重麿（1931年卒） - 旧鶴岡市10代市長
- 富塚陽一（1950年卒） - 旧鶴岡市12代市長、鶴岡市初代市長
- 須藤美也子 - 参議院議員
- 榎本政規 - 鶴岡市2-3代市長
- 皆川治 - 鶴岡市4代市長

行政
- 三淵忠彦 - 初代最高裁判所長官
- 齋藤悠輔 - 大審院・最高裁判事
- 小松原久治 - 造幣局研究所所長
- 舌津一良 - 文部科学省大臣官房文教施設部長
- 齋藤淑人 - 第42代荻窪税務署長、税務大学校教授
- 矢口麓蔵 - 外務省移住局長、駐キューバ大使

医師
- 荻原巖 - 医師
- 阿達英次郎 - 医師
- 石黒慶蔵 - 歯科医師、歯科医療器具発明家
- 石黒慶之助 - 歯科医師
- 石黒進之助 - 歯科医師
- 黒羽根洋司 - 整形外科医師、エッセイスト

経済
- 渋谷米太郎（1896年卒） - 三菱ふそう自動車会長、鶴岡市名誉市民
- 秋山太一郎（1934年卒） - 高研創業者、医学者
- 國井英夫（1969年卒） - 荘内銀行頭取
- 西海和久（1969年卒） - ブリヂストン最高執行責任者
- 笹原信一郎 - 元荘内銀行頭取・会長、鶴翔同窓会第5代会長
- 金井勝助 - 元荘内銀行頭取・会長 旧制鶴岡中学卒業
- 早坂剛 - 庄交ホールディングス社長、エル・サン社長

文化
- 地主悌助（1905年中退） - 画家
- 山口将吉郎（1915年卒） - 画家
- 大八木栄治（1916年卒） - 画家
- 川村智保（1918年卒） - 画家
- 齋藤求 - 画家
- 今井繁三郎（1927年卒） - 画家
- 木村儀三郎（1932年卒） - 画家
- 大久保公治（1933年卒） - 画家
- 成沢翠映（1933年卒） - 画家
- 三井惣一（1933年卒） - 画家
- 山本甚作（1933年卒） - 画家
- 丸谷才一（1943年卒） - 英文学者、芥川賞作家
- 藤沢周平（1946年夜間部卒） - 時代小説作家、直木賞作家
- 後藤広喜 - 週刊少年ジャンプ第四代編集長
- 江口百合子（1964年卒） - 絵本作家
- 酒井忠治 - 書家
- 真島俊夫 - 作・編曲家
- 冨樫森（1978年卒） - 映画監督
- 佐藤賢一（1986年卒） - 小説家、直木賞作家
- しんがぎん - 漫画家
- 渡辺智史（2000年卒） - 映像作家
- 鎌田邦裕 -(2012年卒) -フルート奏者

芸能
- 大久保正信（1940年卒） - 俳優、声優
- 南部虎弾（1970年卒） - 電撃ネットワーク
- 佐藤俊之（1979年卒） - 金春流シテ方能楽師

スポーツ
- 柏戸剛（在籍） - 第47代横綱
- 石塚志乃（1998年卒） - スキー選手、FISワールドカップ日本代表

軍人
- 石原莞爾（1901年中退）- 陸軍中将
- 佐藤鉄太郎 - 海軍中将
- 阿部孝壮 - 海軍中将
- 佐藤幸徳 - 陸軍中将
- 神戸次郎 - 陸軍少将
- 石黒岩太（1910年卒） - 陸軍少将
- 松本毅（1914年卒） - 海軍少将
- 山本善雄（1916年卒） - 海軍少将
- 酒井原繁松 - 海軍少将
- 太田藤太郎 - 陸軍少将
- 寺岡平吾 - 海軍少将
- 服部卓四郎 - 陸軍大佐
- 黒羽根秀雄 - 海軍大佐
- 大井篤 - 海軍大佐
- 斎藤元宏 - 陸軍中尉
- 風間彦男 - 陸軍中尉

その他
- 石原重俊（1892年卒） - 歴史家
- 阿部正己（1900年卒） - 歴史家
- 氏家彦太郎（1916年卒） - 刀剣鑑定家
- 笹原儀三郎 - 教育者、郷土史家
- 酒井忠明 - 旧庄内藩主酒井家17代当主、鶴岡市名誉市民
- 酒井忠一（1938年卒） - 歴史家
- 酒井忠久 - 旧庄内藩主 酒井家18代当主、日本美術刀剣保存協会会長
- 酒井忠悌 - 致道博物館顧問
- 坪井眞里（1970年卒） - NPOバンク理事長
- 犬塚又太郎 - 漢学研究家、致道博物館初代館長
- 犬塚幹士 - 歴史家
- 大瀬欽哉 - 歴史家、鶴岡市名誉市民
- 田中一寧 - 教育者

### 教職員等
- 藤生金六 - 荘内私立中学校の初代校長、牧師
- 斎藤三郎右衛門 - 衆議院議員、荘内私立中学校時代の商議員
- 芳賀幸四郎 - 日本史学者、東京教育大学名誉教授

## 施設
- 体育館はピロティ構造で外の部活動の部室兼冬場の練習場所となっている。また、体育教官室の下もピロティ構造で野球部とサッカー部の物置・大きな鏡のあるトレーニング場、となっている。そこはピロティと区別する為に、小ピロと一部の生徒に呼ばれている。
- 道路を挟み隣には鶴岡工業高等学校があり、また山形県立鶴岡北高等学校も近い。
- 鶴翔会館という固定席のある小ホールがあり、生徒会議や入学式・卒業式などの各種式典などが執り行われる。

## その他

### カラス被害
目の前にある鶴岡公園の樹木がカラスの塒（ねぐら）になっており、学校の周りにはおびただしい量のカラスの糞が散乱している。夕方になると、ミネラルの補給のため、グラウンドの白線に使用される石灰を食べに集まり、サッカーのライン通りに並ぶ。
登下校中に糞を落とされるなどの被害はもとより、教室内に置いておいた弁当を食べられてしまうなどの被害が発生したため、2006年、当時の生徒会が、近隣高校の生徒や保護者、地域住民から署名を募り、3200名分の署名を市に提出した。そこで、東京都などで使用されている捕獲用の「箱わな」が、南高のプールの隅と赤川の2か所に設置された。